# Cappella della Virgo Potens
La cappella della Virgo Potens è una cappella ubicata ad Amalfi, nella frazione di Vettica Minore.

## Storia
La cappella venne edificata nel 1620 per volere della famiglia Gambardella, anche se la tradizione vuole sia stata costruita da un gruppo di pescatori dopo essere scampati miracolosamente a una tempesta: il sito dove sorse era precedentemente occupato da una chiesa di cui non si conosce con esattezza la data di realizzazione, ma citata per la prima volta in un documento del XV secolo come Santa Maria e fondata dalla famiglia Molignano di Sorrento.
Nel corso degli anni la cappella subì diversi restauri come quelli del 1777 per volere del canonico Domenico Gambardella, nel 1893, 1977 e 2015.

## Struttura
Preceduta da un sagrato irregolare di foma quadrangolare, la cappella ha una facciata in stile rinascimentale tripartita: la parte centrale è caratterizzata da un unico portale d'ingresso sormontato da un finestrone ad arco ribassato, per terminare a timpano con al centro un affresco a tema mariano. Le due sezioni laterali invece sono simmetriche e suddivise in tre parti: la zona basale è in bugnato, la parte centrale è in stucco e recano al centro ognuno un affresco, mentre l'ultimo livello, anch'esso in stucco, ha a sinistra una cornice in stucco e a destra da una monofora che funge da cella campanaria: questa zona inoltre si completa con una torretta a pianta ottagonale, con una finestra su ogni lato e cupola piramidale.
Internamente la cappella si presenta a navata unica con volta a botte, suddivisa da lesene in tre parti: la prima, sul fondo, ospita il portale d'ingresso, custodito in un atrio ligneo, e l'accesso alla sacrestia, la parte centrale ha una cappella su entrambi i lati con altari in marmo e decorazioni in stucco, mentre la terza parte consente l'accesso all'abside, tramite un arco trionfale con pilastri con capitelli ionici, dove è posto l'altare maggiore. Sul fondo dell'abside è una tela e, custodita in uno stipo, la statua della Vergine Potente; in controfacciata è la cantoria. La pavimentazione è in cotto maiolicato disposto a cardamone, posato nel 1777, eccetto quella del presbiterio con piastrelle in ceramica. La sacrestia è un ambiente di forma trapezoidale con volta a botte ribassata e pavimentata in cotto; nei pressi della sacrestia è un rudere su due livelli un tempo utilizzato come sacrestia, il quale conserva un ambiente con volta a crociera a otto spicchi.